# Valeska Soares
Valeska Soares (Belo Horizonte, 1957) is een Braziliaanse installatiekunstenaar.

## Leven en werk
Soares groeide op in Belo Horizonte en studeerde architectuur aan de Universidade Santa Úrsula do Rio de Janeiro (B.A., 1987). Zij volgde een postacademische opleiding kunst- en architectuurgeschiedenis aan de Pontificia Universidade Católica in Rio de Janeiro en studeerde af aan het Pratt Institute in New York (M.A., 1994). In 1996 ontving zij een beurs van de Guggenheim Foundation in New York. Soares werd uitgenodigd voor deelname aan de Biënnale van São Paulo van 1994, 1998 en 2008, de Liverpool Biennial van 2004 en de Biënnale van Venetië van 2005 (met een eerste proeve van haar werk Folly). Zij kreeg datzelfde jaar een grote overzichtstentoonstelling in het Bronx Museum of the Arts in New York.
De kunstenares woont en werkt in Brooklyn (New York).

## Enkele werken
- Untitled (from "Strangelove") (1996), Laumeier Sculpture Park in Saint Louis (Missouri)
- Untitled (from historias) (1998), Metrotech Center, Brooklyn (New York)
- Tonight (2002), Liverpool Biennial (Tate Liverpool)
- Fainting Couch (prototype) (2002), Collectie Tate Modern
- Vaga Lume (2006)
- Folly (2005/09)[2][3], Beeldenpark van het Centro de Arte Contemporânea Inhotim in Brumadinho